# Pitcairnioideae
Sous-famille
Les Pitcairnioideae sont une sous-famille de plantes de la famille des Bromeliaceae qui comprend 12 genres. Selon certains auteurs, 5 de ces genres sont inclus dans des sous-familles indépendantes et monotypiques.

## Liste des genres
- Ayensua, monotypique et endémique de l'État de Bolívar au Venezuela[2]
- Brewcaria, comprenant au moins 6 espèces originaires ou endémiques de Colombie et du Venezuela ;
- Brocchinia, comprenant au moins 21 espèces originaires ou endémiques du Guyana et du Venezuela ;
- Connellia, comprenant au moins 6 espèces originaires ou endémiques du Brésil, du Guyana et du Venezuela ;
- Deuterocohnia, comprenant au moins 17 espèces originaires d'Amérique du Sud ;
- Fosterella, comprenant au moins 30 espèces originaires ou endémiques d'Argentine, de Bolivie, du sud du Mexique, du Paraguay et du Pérou.
- Hechtia, comprenant au moins 50 espèces originaires des régions allant du Texas aux États-Unis jusqu'au Nicaragua ;
- Lindmania comprenant au moins 35 espèces dont la plupart sont endémiques du Venezuela, une du Brésil, tandis que 2 sont présentes à la fois au Venezuela et au Brésil et une à la fois au Venezuela et au Guyana ;
- Navia, comprenant au moins 100 espèces dont 90 sont endémiques du Venezuela ;
- Pitcairnia, comprenant au moins 330 espèces largement répandues en Mésoamérique et Amérique du Sud ;
- Puya, comprenant au moins 220 espèces, largement répandues en Amérique du Sud ;
- Steyerbromelia, comprenant au moins 6 espèces, endémiques du Venezuela.

Selon certaines classifications[Lesquelles ?], 5 de ces genres font partie chacun d'une sous-famille indépendante : 
- Brocchinioideae comprenant le genre Brocchinia
- Hectioideae comprenant le genre Hechtia
- Lindmanioideae comprenant le genre Lindmania
- Navioideae comprenant le genre Navia
- Puyoideae comprenant le genre Puya